# Studio system
Il cosiddetto studio system (attivo durante un periodo noto come l'età d'oro di Hollywood) fu un metodo di produzione e distribuzione cinematografica dominato da un piccolo numero di case cinematografiche "principali" di Hollywood. Sebbene il termine sia ancora usato oggi con riferimento ai sistemi e alle produzioni dei principali studi, storicamente il termine si riferisce alla pratica dei grandi studi cinematografici tra gli anni '20 e '60 di (a) produrre film principalmente nei propri teatri di posa con personale creativo con un contratto spesso a lungo termine, e (b) dominio della proiezione nelle sale attraverso l'integrazione verticale, cioè la proprietà o il controllo effettivo dei distributori e delle proiezioni, garantendo vendite aggiuntive di film attraverso tecniche di prenotazione manipolative come il block booking, ovvero la vendita ai cinema di film per pacchetti, che comprendevano almeno un film famoso assieme ad altre opere meno riuscite in modo da evitare perdite e avere un guadagno su qualunque produzione.
Lo studio system fu contestato dalle leggi antitrust statunitensi in una sentenza della Corte Suprema del 1948 che cercò di separare la produzione dalla distribuzione e dalla proiezione e pose fine alle pratiche sopra citate, accelerando così la fine dello studio system. Nel 1954, con la competizione della televisione e l'interruzione dell'ultimo dei collegamenti operativi tra un importante studio di produzione e una catena di cinema, l'era storica dello studio system finì.
Il periodo che va dall'introduzione del sonoro all'inizio della fine dello studio system, 1927-1948, è definito da alcuni storici del cinema come l'"Età d'oro di Hollywood". "Età dell'oro" è una definizione puramente tecnica e da non confondere con lo stile della critica cinematografica noto come "cinema classico di Hollywood", uno stile di film americano che si è sviluppato dal 1917 al 1963 e lo caratterizza fino ad oggi. Durante la cosiddetta età dell'oro, otto società costituirono i principali studi che crearono lo studio system di Hollywood. Di questi otto, cinque erano conglomerati completamente integrati, che combinavano la proprietà di uno studio di produzione, una divisione di distribuzione e una notevole catena di cinema, e stipulavano contratti con artisti e personale cinematografico: Fox Film Corporation (in seguito 20th Century Fox), Loew's Incorporated (proprietaria del più grande circuito di cinema e società "madre" di Metro-Goldwyn-Mayer), Paramount Pictures, RKO Radio Pictures e Warner Bros. Due major - Universal Pictures e Columbia Pictures - erano organizzate in modo simile, sebbene non possedessero mai più di piccole catene di cinema. L'ottava delle major della Golden Age, United Artists, possedeva alcuni cinema e aveva accesso a due strutture di produzione di proprietà di membri del suo gruppo ma funzionava principalmente come sostenitore-distributore, prestando denaro a produttori indipendenti e pubblicando i loro film.

### Libri
- Bergan, Ronald (1986). The United Artists Story. New York: Crown. ISBN 0-517-56100-X
- Chapman, James (2003). Cinemas of the World: Film and Society from 1895 to the Present. London: Reaktion Books. ISBN 1-86189-162-8
- Finler, Joel W. (1988). The Hollywood Story. New York: Crown. ISBN 0-517-56576-5
- Goodwin, Doris Kearns (1987). The Fitzgeralds and the Kennedys. New York: Simon and Schuster. ISBN 0-671-23108-1
- Hirschhorn, Clive (1979). The Warner Bros. Story. New York: Crown. ISBN 0-517-53834-2
- Jewell, Richard B., with Vernon Harbin (1982). The RKO Story. New York: Arlington House/Crown. ISBN 0-517-54656-6
- Orbach, Barak Y. (2004). "Antitrust and Pricing in the Motion Picture Industry," Yale Journal on Regulation vol. 21, no. 2, summer (available online).
- Regev, Ronnie (2018). Working in Hollywood: How the Studio System Turned Creativity into Labor. Chapel Hill, NC: University of North Carolina Press.
- Schatz, Thomas (1998 [1988]). The Genius of the System: Hollywood Filmmaking in the Studio Era London: Faber and Faber. ISBN 0-571-19596-2
- Schatz, Thomas (1999 [1997]). Boom and Bust: American Cinema in the 1940s. Berkeley: University of California Press. ISBN 0-520-22130-3
- Utterson, Andrew (2005). Technology and Culture—The Film Reader. New York: Routledge/Taylor & Francis. ISBN 0-415-31984-6

### Internet

#### Articoli
- Brand, Paul (2005). "'Nice Town. I'll Take It': Howard Hughes Revisited", Bright Lights Film Journal 47, February.
- Freiberg, Freda (2000). "Comprehensive Connections: The Film Industry, the Theatre and the State in the Early Japanese Cinema" Archiviato il 3 settembre 2006 in Internet Archive., Screening the Past 11, November 1.

#### Archivio
- The Hollywood Antitrust Case, aka The Paramount Antitrust Case detailed history from the Society of Independent Motion Picture Producers research archive.